# Брегалница
Вижте пояснителната страница за други значения на Брегалница.
Брегалница (изписване до 1945 година: Брѣгалница; на македонска литературна норма: Брегалница) е река в Северна Македония, ляв приток на Вардар. Дължина 225 km (най-дългия приток на Вардар). Площ на водосборния басейн 4307 km². Според Васил Миков днешното название на реката е следствие от славянизирането на тракийския топоним Бергала.
Река Брегалница води началото си от най-високата част на Малешевската планина, на 1675 m н.в., на 15 km източно от град Берово и на 0,6 km от границата с България. В горното течение има западна и северна посока, в средното – западна и югозападна, а в долното – предимно югозападна. По течението на реката периодично се редуват тесни проломни дефилета и малки долинни разширения (котловини). След като слезе от Малешевската планина реката завива на север и преминава през Беровската котловина. След това следва Разловият пролом и Брегалница излиза в Царевоселската котловина. Тук тя завива на изток, а след това на югозапад и преминава през живописната Истибанска клисура, в най-тясната част на която е изградена преградната стена на язовира Калиманско езеро. При село Истибаня излиза от пролома и пресича в югозападно направление Кочанското поле. След град Щип долината ѝ отново се стеснява, в отделни участъци става каньоновидна (каньонът Сландол) и с множество планински меандри. Влива се отляво в река Вардар, на 140 m н.в., на 4 km северозападно от село Градско.
На северозапад и югозапад водосборният басейн на Брегалница граничи с водосборните басейни на река Пчиня и други по-малки леви притоци на Вардар, а на североизток, изток и юг – с водосборния басейн на река Струма. В тези си граници площта на водосборния басейн на реката е 4307 km² (16,96% от водосборния басейн на Вардар). Основни притоци: леви – Усойница, Крива Лъкавица; десни – Кочанската река (34 km, 198 km²), Злетовщица (56 km, 460 km²), Светиниколската река (35 km, 659 km²).
Брегалница има основно дъждовно подхранване, с ясно изразено предимно пролетно и вторично есенно-зимно пълноводие. Среден наклон 7%. Среден годишен отток 28 m³/sec.
На Брегалница са изградени два язовира Беровското езеро и Калиманското езеро, водите на които се използват за промишлено и битово водоснабдяване и производснмо на електроенергия. Долината на реката, особено нейните долинни разширения са гъсно заселени, като най-големите селища са градовете: Берово, Делчево и Щип.

## Други
На Брегалница са наречени улици в центъра на София (Карта) и в квартал „Суходол“ (Карта).